# Houelmont
Houelmont är ett berg i Guadeloupe (Frankrike). Det ligger i den södra delen av Guadeloupe, 3 km sydost om huvudstaden Basse-Terre. Toppen på Houelmont är 411 meter över havet, eller 95 meter över den omgivande terrängen. Bredden vid basen är 0,58 km.
Terrängen runt Houelmont är varierad. Havet är nära Houelmont åt sydväst.  Närmaste större samhälle är Gourbeyre, 1,9 km nordost om Houelmont. Omgivningarna runt Houelmont är en mosaik av jordbruksmark och naturlig växtlighet.